# Martin Ambrosch
Martin Ambrosch (* 25. April 1964) ist ein österreichischer Drehbuchautor.
Martin Ambrosch maturierte 1982 in Wien. Er begann in Wien Wirtschaftswissenschaften zu studieren, brach jedoch ab.
Sein erstes Kinodrehbuch Stille Wasser wurde 1995 von Max Linder verfilmt. Nach einer internationalen Ausbildung zum Script Consultant arbeitete Ambrosch als Drehbuchautor und Dramaturg an den Kinofilmen Nachtfalter (Regie: Franz Novotny), Kaltfront (Regie: Valentin Hitz) und Spiele Leben (Regie: Antonin Svoboda) mit. Von 2001 bis 2011 war er Drehbuchautor und später Headwriter der Fernsehserie SOKO Kitzbühel, für die er mehr als 35 Folgen verfasste. Er schrieb den Pilotfilm und acht Folgen der ARD-Serie Das Glück dieser Erde. 2010 wurde der erste Teil der von ihm für ZDF/ORF konzipierten Reihe Spuren des Bösen (Regie: Andreas Prochaska) ausgestrahlt, für die Ambrosch den Thomas-Pluch-Drehbuchpreis und eine Romy erhielt. Dem Tatort: Falsch verpackt (Regie: Sabine Derflinger) folgten zwei weitere Filme der Reihe Spuren des Bösen, wieder mit Heino Ferch in der Hauptrolle und Andreas Prochaska als Regisseur. Der Tatort Angezählt (Regie: Sabine Derflinger) wurde 2012 produziert. Für diesen Tatort erhielt er 2014 den Grimme-Preis. Weitere zwei Teile von Spuren des Bösen wurden 2013 und 2014 produziert. Er schrieb gemeinsam mit Andreas Prochaska das Drehbuch zum Kinofilm Das Finstere Tal. Außerdem stammt von ihm das Drehbuch zum Anfang 2017 veröffentlichten Spielfilm Die Hölle von Regisseur Stefan Ruzowitzky sowie zu Maximilian – Das Spiel von Macht und Liebe.
2014 wurde er gemeinsam mit Andreas Prochaska mit dem Fernsehpreis der Österreichischen Erwachsenenbildung für Das Attentat – Sarajevo 1914 ausgezeichnet.
Martin Ambrosch lebt und arbeitet in Wien.

## Filmografie (Auswahl)
- 2001–2012: SOKO Kitzbühel (Fernsehserie, 36 Folgen)
- 2009: SOKO Donau (Fernsehserie, 1 Folge)
- 2011: Das Glück dieser Erde (Fernsehserie, 9 Folgen)
- 2010–2021: Spuren des Bösen
  - 2010: Das Verhör
  - 2012: Racheengel
  - 2013: Zauberberg
  - 2014: Schande
  - 2015: Liebe
  - 2017: Spuren des Bösen: Begierde
  - 2018: Spuren des Bösen: Wut
  - 2019: Spuren des Bösen: Sehnsucht
  - 2021: Schuld
- 2012: Tatort: Falsch verpackt
- 2013: Tatort: Angezählt
- 2014: Das finstere Tal
- 2014: Das Attentat – Sarajevo 1914
- 2015: Das Dorf des Schweigens
- 2017: Die Hölle – Inferno
- 2017: Maximilian – Das Spiel von Macht und Liebe
- 2019: Wiener Blut (Fernsehreihe)
- 2021: Rotzbub
- 2022: Das Netz – Prometheus (Fernsehserie)
- 2025: Wiener Blut – Berggericht (Fernsehreihe)